# Gustave Zanter
Gustav Nicolas (Gustave) Zanter (Binsfeld, 16 februari 1916 – Luxemburg-Stad, 27 augustus 2001) was een Luxemburgs schilder, glazenier en mozaïekkunstenaar.

## Leven en werk
Gustave Zanter was een zoon van Nicolas Zanter en Margaretha Zeyen. Hij werd opgeleid aan de Sint-Lucasscholen in Bergen en Luik. Hij deed in Luik eindexamen in tekenen (1935) en schilderen naar levend model (1938).
Pas na de Tweede Wereldoorlog kon hij zijn carrière als kunstenaar beginnen. Aanvankelijk was hij vooral kerkschilder, maar de vraag naar zijn glasramen nam snel toe. Door oorlogshandelingen waren veel kerken vernield, waar mogelijk werden ze gerestaureerd in andere gevallen vond nieuwbouw plaats. Volgens de Luxemburger Wort heeft hij tussen 1945 en 1947 ramen ontworpen voor kerken in Basbellain, Ernster en Eschdorf, de dekanaatskerken in Clervaux en Remich en een herdenkingskapel in Schuttrange. De ramen werden uitgevoerd door de ateliers van de gebroeders Linster in Mondorf-les-Bains en het Atelier Loudwig in Limpertsberg. De Luxemburger Wort kenmerkte Zanter als iemand met "een eminent gevoel voor kleurcompositie, een goed getraind talent voor strikte compositie en, niet in de laatste plaats, een uitgesproken vermogen om religieus sentiment weer te geven". In 1948 had hij zijn eerste tentoonstelling in het Gesellenhaus in Luxemburg-Stad. Zanter ontwierp meer dan 100 ramen, diverse mozaïeken en paramenten voor kerken en kapellen in Luxemburg. Naar aanleiding van een prijsvraag werd hij in 1949 met François Gillen, Tony Hagen en Émile Probst verkozen om ramen uit te voeren voor de Sint-Willibrordusbasiliek in Echternach, onder leiding van chef d'équipe Jacques Le Chevallier. Hij ontwierp een drietal ramen met scenes uit het leven van Willibrord. Een voorbeeld van Zanters mozaïekkunst is het monumentale mozaïek van de opgestane Christus voor de Sint-Nicolaaskerk in Hosingen (1958), waarin Christus wordt omgeven door kruiswegtaferelen.
Begin januari 1964 was Zanter medeoprichter van de Association des Arts et des Métiers d'Art du Grand-Duché de Luxembourg, waarvan hij ook enige tijd voorzitter was. De vereniging richtte zich op kunstenaars die actief waren op het gebied van toegepaste kunst.

## Enkele werken
- 1947 wandschilderingen in de kerk van Goetzingen
- 1947 ontwerp van drie ramen voor de herdenkingskapel in Schuttrange. De ramen werden vervaardigd in het atelier van de Gebr. Linster in Mondorf-les-Bains.[8]
- 1948 ontwerp van twaalf postzegels met afbeeldingen van heiligen, onder wie Johannes Nepomucenus, Ursula en Yolande van Vianden.[9]
- 1948-1950 wandschilderingen voor de kerk in Schuttrange, geassisteerd door Michel Thievels en Michel Wagner.
- 1951 ontwerp raam met Martha en Maria Magdalena voor de kerk in Wasserbillig.
- 1951-1952 Piëta en andere glasramen voor de kerk van Weimerskirch.
- 1951-1952 Glaubensverkündigung auf Helgoland, Kampf gegen das Heidentum und die Naturgewalten, Missionstätigkeit bei den Friesen, ramen in de Sint-Willibrordusbasiliek in Echternach.
- 1953 ontwerp vaandel met applicatie van de heilige Anna voor de vrouwen van de parochie Gasperich.
- 1954-1956 ramen en wandschilderingen voor de kerk van Moestroff.
- 1956 ramen en kruisweg-mozaïek (1958) voor de Sint-Nicolaaskerk in Hosingen.
- 1958 ramen en kruisweg voor de Sint-Eligiuskerk in Hoffelt.
- 1960 wandmozaïek van de kroning van Maria voor de kerk van Wahlhausen.
- ca. 1961 mozaïek van Christus als Middelaar voor de parochiekerk van Heinerscheid.
- 1961 mozaïek van het Heilig Hart van Jezus voor de parochiekerk in Gare.
- 1961 mozaïek met twee leerlingen en symbolen uit het leven van de schooljeugd voor een school in Cessange.
- 1962-1963 ramen voor de Sint-Michielskerk in Luxemburg-Stad. De andere ramen in de kerk werden gemaakt door Mett Hoffmann, Frantz Kinnen en Gabriel Loire.[10]
- 1963 mozaïek en ramen voor de Sint-Josefkerk in Differdange.
- 1968-1971 uitvoering van glas-in-betonwanden met een vrije compositie voor de Christus-Verlosserkerk in Bridel, onworpen door Jang Thill en Mett Hoffmann.[11]